# Martin Malyutin
Martin Vladimirovich Malyutin (Omsk, 5 de julho de 1999) é um nadador russo, medalhista olímpico.

## Carreira
Malyutin conquistou a medalha de prata nos Jogos Olímpicos de Verão de 2020 em Tóquio, como representante do Comitê Olímpico Russo na prova de revezamento 4×200 m livre masculino, ao lado de Ivan Girev, Evgeny Rylov, Mikhail Dovgalyuk, Aleksandr Krasnykh e Mikhail Vekovishchev, com a marca de 7:01.81.